# Ingolf Mork
Ingolf Mork, né le 4 juin 1947 à Molde et mort le 1er février 2012, est un sauteur à ski norvégien.

## Biographie
Aux Championnats du monde 1970, il est neuvième au petit tremplin.
Lors de la Tournée des quatre tremplins 1971, il s'impose sur les tremplins d'Oberstdorf, Garmisch-Partenkirchen et Bischofshofen, mais est seulement seizième à Innsbruck, ce qui le prive de victoire finale.
Lors de l'édition 1972, il parvient à remporter la Tournée des quatre tremplins, bénéficiant du retrait précoce de Yukio Kasaya, avant de participer aux Jeux olympiques de Sapporo, s'y classant notamment quatrième au petit tremplin. Il est champion de Norvège au petit tremplin en 1971 et 1972.
Il reçoit la Médaille Holmenkollen en 1973.

## Palmarès

### Jeux olympiques
| Épreuve / Édition | Sapporo 1972 |
| Petit tremplin    | 4e           |
| Grand tremplin    | 28e          |

### Tournée des quatre tremplins
- Vainqueur de l'épreuve en 1972.
- 3 victoires d'étapes.